# Wherwell
Wherwell è un villaggio (Parish of Wherwell) nella contea di Hampshire in Inghilterra. Il villaggio si trova sulle rive del River Test.
Prima della Riforma protestante, la parrocchia di Wherwell apparteneva ad un'importante abbazia di monache benedettine, la cui badessa aveva giurisdizione su di un'area molto più grande di quella della parrocchia.